# El Troje
El Troje är en ort i Mexiko.   Den ligger i kommunen Zitácuaro och delstaten Michoacán de Ocampo, i den södra delen av landet, 130 km väster om huvudstaden Mexico City. El Troje ligger 2 002 meter över havet och antalet invånare är 177.
Terrängen runt El Troje är lite bergig, och sluttar västerut. Runt El Troje är det ganska glesbefolkat, med 47 invånare per kvadratkilometer. Närmaste större samhälle är Heróica Zitácuaro, 12,0 km norr om El Troje. I omgivningarna runt El Troje växer huvudsakligen savannskog.